# Melrose Park (New York)
Pour les articles homonymes, voir Melrose Park.
Melrose Park est une census-designated place du comté de Cayuga, dans l'État de New York, aux États-Unis,. En 2020, elle compte une population de 2 141 habitants.